# Teodoro Antillí
Teodoro Antillí (27 de julio de 1883-8 de agosto de 1923) fue un periodista y teórico anarquista, colaborador de La Protesta. 
Nació en San Pedro (Provincia de Buenos Aires) en 1885.  El 2 de enero de 1904 aparece la revista “La Tribunita”, en San Pedro, dirigida por Antillí. Escribió para las revistas porteñas Mundo Argentino y Fray Mocho. Junto con Rodolfo González Pacheco fundó la revista Germinal en 1908 y luego Campana Nueva. Colaboró con La Protesta y a partir de 1910 dirigió La Batalla. Junto a su amigo también dirigió El Libertario, La Obra y el exitoso periódico La Antorcha. Durante la represión del Centenario Argentino fue deportado al Penal de Ushuaia.
Sus artículos fueron reunidos en un volumen editado por La Antorcha, que se tituló Salud a la Anarquía. Defendía la concepción forista (junto con Diego Abad de Santillán y Emilio López Arango) del movimiento obrero anarquista, diferenciándose de las posiciones de Errico Malatesta y Luigi Fabbri, así como del anarcosindicalismo español de la CNT. Era crítico al concepto de lucha de clases, tal como lo manifestó en su artículo "Lucha de clases y lucha social": 

Parécenos que debemos explicar en toda su amplitud nuestra idea de “lucha social”, contrapuesta a la idea: “lucha de clases”. Entendemos que va entre ellas la diferencia que hay de lo amplio a lo restringido, de lo eterno a lo pasajero. Es un índice para comprender acciones de magnitud diferente. De hecho, quien se cierra en la lucha de clases está poco habilitado para comprender una lucha social amplia.

“Lucha social” como la entendemos nosotros, no es solamente que se dirija a la revolución y a extinguir la existencia burguesa: es también en lo social que entendemos lo “sociable”, la eliminación de toda imposición, especialmente política, de un hombre sobre otro hombre; vemos a la humanidad luchando desde infinitos siglos por darse una verdadera sociedad libre; entramos en este torrente, y así, con tal amplitud, entendemos todo, y principalmente la Revolución. Lucha social es, pues, cosa humana amplia; no sólo se dirige a cambiar la sociedad, sino que ésta sea sociable con los hombres, elimine toda causa de opresión o tiranía, sea una verdadera libre sociedad...
T. Antillí

Falleció a los 40 años, un día 8 de agosto de 1923 en San Pedro, adonde se había retirado para descansar y reponerse de una penosa y larga enfermedad. Fue enterrado debajo de un árbol de eucalipto. El periódico anarquista La Protesta le dedicó una sentida nota al día siguiente de su fallecimiento.
El único elogio que sería dable hacer a la memoria del que fue nuestro camarada en ideales, es que Antillí murió fiel a sus principios, sin que en su larga actuación se le pueda señalar un acto que signifique una traición a la causa que defendía con amor y entereza.
Algunos artículos inéditos suyos continuaron imprimiéndose en La Antorcha después de su muerte. En 1924, González Pacheco publicó sus artículos en un libro póstumo, titulado ¡Salud a la Anarquía!.